# 季御読経
季御読経（きのみどきょう）は、平安時代に行われた宮中行事のひとつ。奈良時代の和銅年間に始まったとする説もあるが、天平元年（729年）が有力である。

## 概要
季御読経は、春と秋に国家安泰を祈願して宮中に僧を招き、大般若経を転読する仏教法会である。通常4日ないし3日間の法会が開かれ、2日目に「引茶」という茶の接待が僧侶に対して行われ、3日目には僧侶同士の「論義」が行われる。ただし「引茶」と「論義」は原則春季のみであった。初日ないし最終日には法会と共に各寺院の得度を朝廷から賜る儀礼が行われた。
宮中の公式行事として確立したのは貞観元年（859年）であるが、この頃には「四季御読経」として年間を通じて催されていた。その後、元慶元年（877年）の陽成天皇の践祚より回数を減じて、春秋の季御読経に改められた。
参集する僧侶は60～100名前後に及び、御斎会、最勝講などの法会と比べても規模の大きいものであった。また、引茶の接待や、夜には参集した貴族に対して酒肴の接待があったことから、時代を経るにつれて仏教法会より饗応の宴としての派手さが目立つようになった。
10世紀頃には宮中行事とは別に上皇や東宮（皇太子）、皇后などの主催でも私的に季御読経が催されるようになった。延長2年（924年）には藤原穏子が主催しているが、これは明らかに中宮の権力誇示を目的としていた。また、摂関家でも嗜みとして催されている。ただし、藤原道長が政治の表舞台から外れると摂関家における季御読経の回数は減り、続く頼通の時代にはほとんど行われなくなっていった。

### 引茶
平安期における「茶」は唐より伝来された最新の文化で大変貴重であった。そのため、宮中における茶の接待には準備も含めて莫大な手間と費用がかかった。
引茶の飲茶法は、整然と並ぶ僧侶に対して、まず煎茶を注ぎ、甘葛、厚朴、生姜などの薬味を好みにより投じて供したとされる。初め煎茶は遣唐使によりもたらされた貴重なものが用いられたが、9世紀後半には宮中の内裏茶園で栽培され、蔵人所の造茶使が製造を行っている。